# Asger Christensen
Asger Bank Møller Christensen (født 8. januar 1958 i Tarm) er en dansk gårdejer og politiker for Venstre. 

## Privatliv
Asger Christensen er født 8. januar 1958 i Tarm. Han er gift og har 4 børn. Asger Christensen er gårdejer og driver en gård på 400 hektar med en besætning på 650 malkekøer.

## Politisk karriere
Asger Christensen har været medlem af byrådet i Kolding Kommune siden 2014. Han blev første gang valgt ved kommunalvalget i 2013 med 640 personlige stemmer, og genvalgt ved kommunalvalget i 2017 med 597 personlige stemmer.
Han stillede op til Europa-Parlamentsvalget 2014 hvor han blev tredje stedfortræder for Venstre med 14.709 personlige stemmer.
Ved Europa-Parlamentsvalget i 2019 blev han valgt til Europa-Parlamentet med 31.303 personlige stemmer. Ved Europa-Parlamentsvalget i 2024 blev Christensen genvalgt med 47.088 personlige stemmer.
Asger Christensen er også formand for Lejrskov-Jordrup Menighedsråd.